# Chilo aleniella
Chilo aleniella là một loài bướm đêm trong họ Crambidae.